# Agência de Desenvolvimento Econômico de Pernambuco
A Agência de Desenvolvimento Econômico de Pernambuco - AD DIPER, órgão público ligado ao estado de Pernambuco, foi definida como integrante da estrutura administrativa do poder executivo do Governo de Pernambuco, em 06 de janeiro de 2011, como sociedade de economia mista através da lei nº 14.264 para apoiar a Secretaria de Desenvolvimento Econômico de Pernambuco. Tem por objetivo captar recursos de investimentos e desenvolver projetos para impulsionar o crescimento da economia na região. 

## A agência
Possui papel de grande importância na economia de Pernambuco, sendo responsável pela administração do Pólo Farmacoquímico e dos distritos industriais do Estado, localizados nas regiões do Sertão do São Francisco (Petrolina), Região Metropolitana (Itapissuma, Abreu e Lima, Paulista, Recife, Cabo de Santo Agostinho, Jaboatão dos Guararapes), Agreste Central (Caruaru), Agreste Meridional (Garanhuns) Sertão do Araripe (Araripina). A AD Diper também faz a análise de projetos e concessão, junto com a Secretaria da Fazenda, de incentivos fiscais para as empresas. Outra atribuição é estimular e apoiar as relações das empresas pernambucanas no comércio exterior.
O decreto n° 16.122 de 22 de setembro de 1992 define a AD DIPER como conselheira tutelar do CONDIC (Conselho de Desenvolvimento Industrial, Comercial e de Serviços) tendo como função avaliar pedidos de benefícios fiscais feitos por empresários interessados em investimentos na região.
Em 2011, o total de despesas de capital com investimentos do órgão chegou a R$ 20.783.077,60.

## Ações da AD Diper
Dentre os projetos desenvolvidos pelo órgão estão:
- Polo Farmacoquímico (Região de Desenvolvimento: Mata Norte);
- Complementação de packing houses em Petrolina (Região de Desenvolvimento: Sertão do São Francisco);
- Construção de Central de Comercialização e Distribuição de Frutas em Petrolina (Região de Desenvolvimento: Sertão do São Francisco);
- Complementação de usina de leite em Petrolina (Região de Desenvolvimento: Petrolina);
- Implantação do Centro de Atividades Econômicas da Caprinovinocultura em Dormentes (Região de Desenvolvimento: Sertão do São Francisco);
- Reativação do Centro de Atividades Econômicas/Parque de Exposição de Granito (Região de Desenvolvimento: Sertão do Araripe);
- Implantação da Plataforma Logística Multimodal e do Distrito Agroindustrial de Salgueiro (Região de Desenvolvimento: Sertão Central);
- Projeto de transferência tecnológica para a cultura do melão em Inajá (Região de Desenvolvimento: Sertão do Moxotó);
- Implantação de tanque resfriador de leite em Manari (Região de Desenvolvimento: Sertão do Moxotó);
- Recuperação e abertura de novos distritos industriais, Agência de Fomento de Pernambuco e Programa de Artesanato de Pernambuco.